# Cesar Jomei
Cesar Jomei (用明天皇 Jomei-teno, 518 bil 31. – 21. maj 587) je 31. japonski cesar v skladu s tradicionalnim dednim nasledstvom.
Jomei je vladal med leti 585 in 587.

## Tradicionalna zgodba
V Nihon Šokiju se je imenoval Tačibana no Tojohi no Mikoto (橘豊日尊). Drugi imeni pa sta tudi princ Oe (大兄皇子 Oe no Miko, dobesedno "kronski princ") in princ Ikebe (池辺皇子) po palači, kjer je živel. Na prestol je sedel po smrti polbrata, cesarja Bidacuja.
Vplivna dvorjana iz vladavine cesarja Bidacuja, Mononobe no Morija in Soga no Umako no Sukune, sta še vedno zasedala svoja položaja. Umako je bil po očetu cesarjev bratranec.
- 585: V 14. letu vladavine (敏達天皇14年) je umrl cesar Bidacu. Nasledstvo (senso) je prejel njegov mlajši brat. Kmalu zatem naj bi kot cesar Jomei zasedel prestol (sokui).[4]

Njegov dejanski naziv je bil verjetno Sumeramikoto ali Amenošita Širošimesu Okimi (治天下大王, "veliki kralj, ki vlada pod nebesi"), saj se naziv teno pojavi šele v času cesarja Tenmuja in cesarice Džito. Lahko da so ga nazivali z Jamato Okimi (ヤマト大王/大君, "veliki kralj Jamata").
Cesar je vladal dve leti in umrl v starosti 69 let.
- 587, aprila: Jomei umre. Njegovo truplo položijo v krsto, a ga ne pokopljejo.
- 587, maja: izbruh naslinih spopadov za nasledstvo. Protibudistične sile Juge no Morija no Muradžija so neuspešne proti probudističnim silam princa Šotokuja in Soga Umako no Sukuneia. Opozicija proti budizmu je povsem uničena.[6]
- 587, julija: telo cesarja Jomeia pokopljejo.

Zaradi kratkotrajne vladavine ni uspelo cesarju sprožiti večjih političnih sprememb, a je povzročil trenja s šintoisti, ko je podprl budizem. Po Nihon Šokiju je bil budist in šintoist. Morija, najvplivnejši podpornik šintoizma, je po cesarjevi smrti spletkaril z njegovim bratom, princem Anahobeiem, da bi si prisvojila prestol. Nekateri špekulirajo, da sta celo izvedla atentat na kratkotrajnim cesarjem.
Dejansko mesto Jomeievega groba je znano. Tradicionalno ga častijo v spominskem šintoističnem svetišču (misasagi) v Osaki.
Cesarska hiša je posvetila to lokacijo kot njegov mavzolej. Uradno se imenuje Kavači no Šinaga no hara no misasagi.

## Rodoslovje
Cesar Jomei je bil četrti sin cesarja Kinmeia, njegova mama pa je Soga no Kitašihime, hčerka Soga no Inameia.
- V letu 586 je cesar vzel svojo polsestro, princeso Anahobe no Hašihito (穴穂部間人皇女), katere mati je bila tudi Inameieva hčerka, za družico. Rodila mu je štiri sinove, med njimi princa Šotokuja, ki je postal kronski princ in regent cesarici Suiko. Sledili so cesarski princi Kume, Jeguri in Mamuta
- Išikina, hčerka Soga ne Inameia, je postala družica. Rodila je cesarskega princa Tameia (imenovan tudi Tojora)
- Hiroko, hčerka Ihamura, je rodila cesarskega princa Maroka in cesarsko princeso Nukade hime

Jomei je imel tri cesarice in sedem cesarskih otrok. Jomeiev sin, princ Umaiado, je znan tudi kot princ Šotoku.